# Exorista intermedia
Exorista intermedia là một loài ruồi trong họ Tachinidae.